# Sarigué
Sarigué (Cadiguée, Payagua vlastiti), vodeća skupina Payagua Indijanaca koja je živjela sjeverno od Asuncióna na ušću rio Ipané u Paraguay, u Paragvaju. Jezično su pripadali porodici Guaycuruan. Njihovi južni srodnici Magach ili Agaz (drugi ogranak payagua) živjeli su u Argentini.